# Langham Place Office Tower

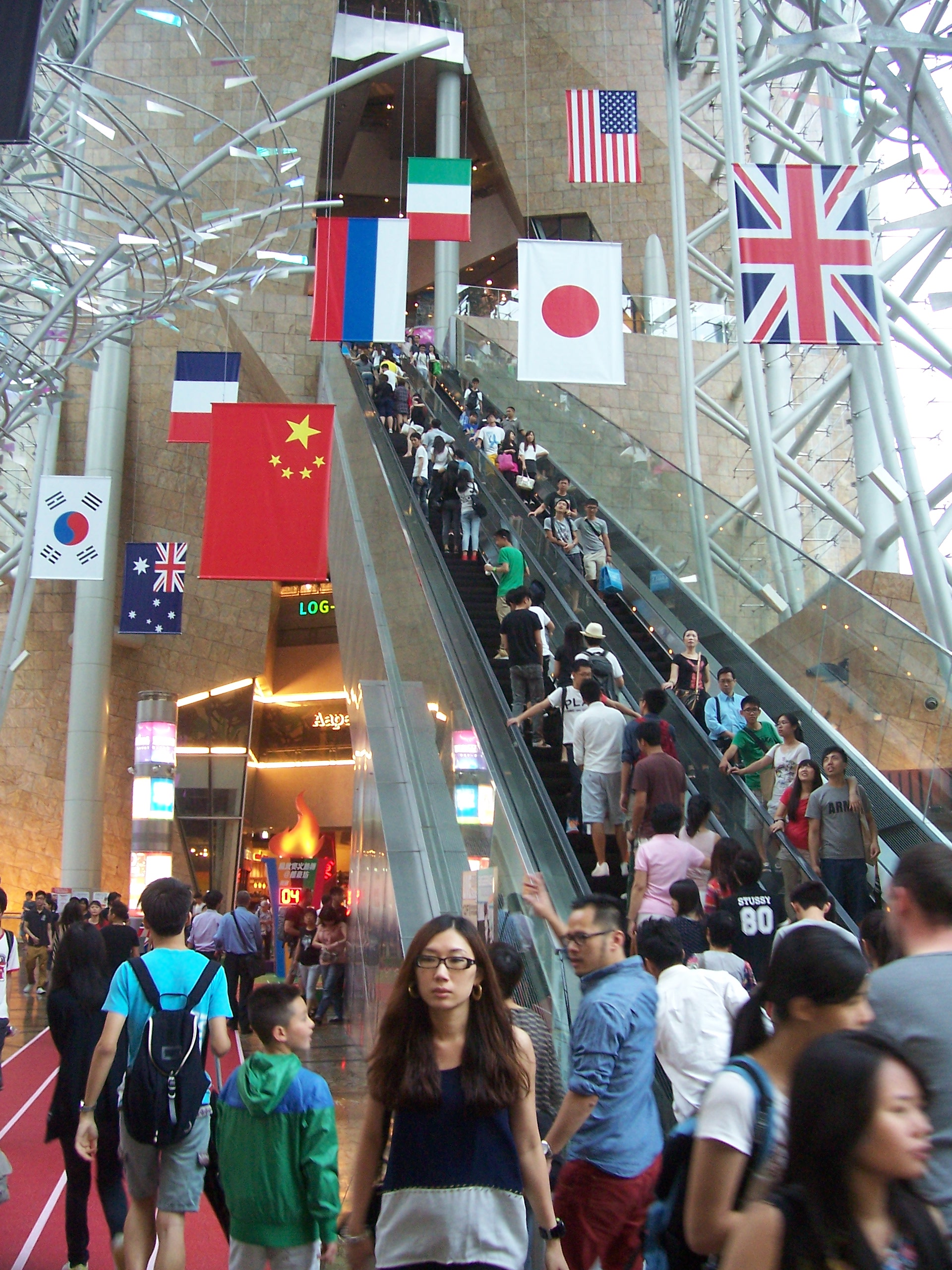
Escalators du Langham Place de Hong-Kong.

Le Langham Place Office Tower est un gratte-ciel de 255 mètres de hauteur construit à Hong Kong en Chine de 1999 à 2004 dans la péninsule de Kowloon. Il fait partie du complexe Langham Place comprenant aussi le Langham Place Hotel.
La surface de plancher de l'immeuble est de 93 000 m2.
L'architecte est l'agence de Hong Kong Wong & Ouyang. À sa construction l'immeuble était l'un des plus hauts de Hong Kong.